# Arkys cornutus
Arkys cornutus es una especie de arañas araneomorfas de la familia Araneidae.

## Localización
Se encuentran distribuidas en Nueva Guinea y Australia.